# Данькин, Андрей Фёдорович
Андрей Фёдорович Данькин (3 октября 1913 — 30 июня 1978) — штурман звена 5-го гвардейского авиационного полка 50-й авиационной дивизии 6-го авиационного корпуса дальнего действия, гвардии майор. Герой Советского Союза (1944).

## Биография

### Ранние годы
Родился 3 октября 1913 года в городе Майкоп, Кубанская область (ныне Республика Адыгея) в семье русского рабочего. Помимо него в семье было пять детей. В 1917 году отец умер, а ещё через четыре года скончалась и мать, работавшая по найму у кулаков. Старшего брата, Сергея, расстреляли белогвардейцы, сестра умерла от тифа в 1920 году, а двое средних братьев умерли в тридцатых годах. А. Данькин и его младшая сестра воспитывались в майкопском детском доме. Он сумел окончить 9 классов и профтехшколу и в возрасте 18 лет пошёл работать на мебельную фабрику в качестве стажёра, приёмщика и учётчика. В 1932 году, в поисках лучшей жизни, перебрался в станицу Апшеронская, где работал учётчиком бригады на нефтяных промыслах.
В ноябре 1932 года вступил в ряды Красной Армии, где служил в 64-м стрелковом полку 9-й Донской дивизии. В 1934 году окончил Московское военное авиационно-техническое училище спецслужб и служил техником по приборам на Высших авиационных курсах усовершенствования в Москве в воинском звании «воентехник 1-го ранга».
В 1939 году окончил Харьковское военное авиационное училище лётчиков-наблюдателей, став лётчиком-наблюдателем 81-го дальнебомбардировочного полка 50-й авиадивизии дальнего действия в Новочеркасске. В марте 1940 года был назначен штурманом звена и был принят в КПСС.

### Участие в Великой Отечественной войне
С началом Великой Отечественной войны (с 26 июня) в действующей армии. Воевал штурманом звена, эскадрильи в авиации дальнего действия.
Участвовал в бомбардировках объектов противника:
- — в районах Ровно, Перемышля, Житомира, Бердичева, Кировограда, Днепропетровска, Каховки, Кременчуга — в 1941 году;
- — в районах Полтавы, Харькова, Мариуполя, Ростова, Моздока, Армавира, Краснодара, Майкопа — в 1942;
- — в районах Армавира, Тихорецка, Краснодара, Таманского полуострова, Керчи — в 1943;
- — в районах Джанкоя, Севастополя, Никополя, Херсона, Николаева, Бреста, Барановичей, Пинска, Люблина, Хельсинки, Таллинна, Нарвы, — в 1944;
- — в районах Будапешта, Зволена, Бреслау, Кёнигсберга, Данцига, Свинемюнде, Берлина — в 1945.

В боях 3 раза был сбит. В июне 1944 года оказался в тылу врага и вышел к партизанам.
Гвардии майор Данькин Андрей Фёдорович, летая в эскадрилье И. М. Хрущёва 5-го гвардейского авиационного полка 50-й авиационной дивизии 6-го авиационного корпуса, АДД) к 1 сентября 1944 года совершил 278 боевых вылетов (из них — 251 ночных) на бомбардировку важных военно-промышленных объектов в глубоком тылу врага и скоплений его войск. С высокой точностью бомбил противника в районах городов Джанкой, Никополь, Сарабузы, Херсон, Севастополь. Также совершал налёты на дальние цели: 4 раза бомбил Хельсинки и по 2 раза — Таллин, Нарву, Брест и Люблин. Всего экипажем было сброшено 294 тонны бомб разного калибра и расстреляно по целям более 42 тысяч пулемётных патронов, благодаря чему было уничтожено: танков — 21, автомашин с войсками и грузами — 68, переправ и мостов — 3, складов с горючим — 8, складов с боеприпасами — 6, железнодорожных вагонов — 14. В воздушных боях и на аэродромах было уничтожено 19 самолётов противника.
Указом Президиума Верховного Совета СССР от 5 ноября 1944 года за образцовое выполнение заданий командования в борьбе против немецко-фашистских захватчиков и проявленные при этом мужество и героизм Данькину Андрею Фёдоровичу было присвоено звание Героя Советского Союза с вручением Ордена Ленина и медали «Золотая Звезда» (№ 5306).

### После войны
После войны продолжал служить в армии штурманом авиаполка дальнего действия.
В 1959 году вышел в запас в звании полковника. Работал диспетчером службы Смоленского аэропорта Гражданской авиации и принимал активное участие в военно-патриотическом воспитании подрастающего поколения.
30 июня 1978 года скончался. Похоронен на Новодевичьем кладбище Смоленска.

## Награды
- Медаль «Золотая Звезда»[3].
- Орден Ленина[3].
- Орден Красного Знамени (Указ ПВС СССР от 20.06.1942).
- Орден Красного Знамени.
- Орден Александра Невского.
- Орден Отечественной войны I степени (Приказ Авиации Дальнего Действия № 0180/н от 08.08.1943).
- Орден Отечественной войны I степени (Приказ Авиации Дальнего Действия № 0406/н от 28.04.1943).
- Орден Красной Звезды.
- Орден Красной Звезды.
- Медаль «За боевые заслуги» (03.04.1944).
- Медаль «За победу над Германией в Великой Отечественной войне 1941—1945 гг.» (Указ ПВС СССР от 09.05.1945).
- Медаль «В ознаменование 100-летия со дня рождения Владимира Ильича Ленина» (06.04.1970).
- Юбилейная медаль «Двадцать лет Победы в Великой Отечественной войне 1941—1945 гг.» (Указ ПВС СССР от 07.05.1965).
- Юбилейная медаль «Тридцать лет Победы в Великой Отечественной войне 1941—1945 гг.».
- Медаль «Ветеран Вооружённых Сил СССР».
- Медаль «30 лет Советской Армии и Флота».
- Юбилейная медаль «40 лет Вооружённых Сил СССР».
- Юбилейная медаль «50 лет Вооружённых Сил СССР».
- Медаль «За безупречную службу» I степени.
- Медаль «За безупречную службу» II степени.
- Знак «25 лет победы в Великой Отечественной войне»  (Приказ МО СССР № 01 от 24.04.1970).

## Память
- Имя Героя высечено золотыми буквами в зале Славы Центрального музея Великой Отечественной войны в Парке Победы города Москвы.
- На могиле установлен надгробный памятник.